# Puchar EHF piłkarzy ręcznych 2016/2017 – faza grupowa

## Format
W fazie grupowej uczestniczy 16 drużyn, które zostały podzielone na 4 grupy po 4 zespoły. Awans do ćwierćfinałów wywalczą dwa najlepsze zespoły z każdej z grup.

## Losowanie
Losowanie fazy grupowej odbyło się 1 grudnia 2016 w Wiedniu. 16 drużyn – zwycięzcy z trzeciej rundy kwalifikacyjnej – zostało podzielonych na 4 koszyki i w wyniku losowania zostały utworzone 4 grupy.
| Koszyk 1                                                                  | Koszyk 2                                                                 | Koszyk 3                                  | Koszyk 4                                                       |
| ------------------------------------------------------------------------- | ------------------------------------------------------------------------ | ----------------------------------------- | -------------------------------------------------------------- |
| KIF Kolding Saint-Raphaël Var Handball Frisch Auf! Göppingen MT Melsungen | FC Midtjylland Helvetia Anaitasuna Grundfos Tatabánya KC RD Riko Ribnica | GOG BM Granollers SC Magdeburg SL Benfica | Riihimäki Cocks Füchse Berlin Maccabi Castro Tel Awiw FC Porto |

## Tabele i wyniki

### Grupa A
| Lp. | Drużyna                    | M | Mecze | Mecze | Mecze | Bramki | Bramki | Bramki | Pkt |
| Lp. | Drużyna                    | M | W     | R     | P     | +      | −      | +/−    | Pkt |
| --- | -------------------------- | - | ----- | ----- | ----- | ------ | ------ | ------ | --- |
| 1.  | Füchse Berlin              | 6 | 5     | 0     | 1     | 185    | 163    | +22    | 10  |
| 2.  | Saint-Raphaël Var Handball | 6 | 4     | 0     | 2     | 179    | 164    | +15    | 8   |
| 3.  | GOG                        | 6 | 3     | 0     | 3     | 187    | 190    | −3     | 6   |
| 4.  | RD Riko Ribnica            | 6 | 0     | 0     | 6     | 154    | 188    | −34    | 0   |

| Gospodarz \ Gość           | SRA   | RIB   | GOG   | BER   |
| Saint-Raphaël Var Handball |       | 26:22 | 32:36 | 27:21 |
| RD Riko Ribnica            | 24:31 |       | 31:36 | 20:25 |
| GOG                        | 28:32 | 32:27 |       | 26:31 |
| Füchse Berlin              | 33:31 | 38:30 | 37:29 |       |

Wyniki
| 9 lutego 201719:00 | RD Riko Ribnica              | 20:25(11:10) | Füchse Berlin   | gospodarz Widzów: 1200 Sędzia: Daniel Freitas César Carvalho |
| 9 lutego 201719:00 | Patrik Leban 5 Jan Grebenc 5 | 20:25(11:10) | 8 Hans Lindberg | gospodarz Widzów: 1200 Sędzia: Daniel Freitas César Carvalho |
| 9 lutego 201719:00 | 5× · 4×                      | 20:25(11:10) | 5× · 4×         | gospodarz Widzów: 1200 Sędzia: Daniel Freitas César Carvalho |

| 11 lutego 201720:45 | Saint-Raphaël Var Handball | 32:36(17:19) | GOG                 | gospodarz Widzów: 1230 Sędzia: Marko Boričić Dejan Marković |
| 11 lutego 201720:45 | Raphaël Caucheteux 12      | 32:36(17:19) | 7 Gøran Johannessen | gospodarz Widzów: 1230 Sędzia: Marko Boričić Dejan Marković |
| 11 lutego 201720:45 | 4× · 3×                    | 32:36(17:19) | 7× · 3× · 1×        | gospodarz Widzów: 1230 Sędzia: Marko Boričić Dejan Marković |

| 18 lutego 201718:45 | GOG                        | 32:27(19:10) | RD Riko Ribnica | gospodarz Widzów: 978 Sędzia: Andrey Kaveshnikov Petr Plotnikov |
| 18 lutego 201718:45 | Tobias Torpegaard Møller 9 | 32:27(19:10) | 6 Nik Henigman  | gospodarz Widzów: 978 Sędzia: Andrey Kaveshnikov Petr Plotnikov |
| 18 lutego 201718:45 | 5× · 2×                    | 32:27(19:10) | 7× · 3× · 1×    | gospodarz Widzów: 978 Sędzia: Andrey Kaveshnikov Petr Plotnikov |

| 19 lutego 201715:00 | Füchse Berlin   | 33:31(19:14) | Saint-Raphaël Var Handball | gospodarz Widzów: 4898 Sędzia: Michal Badura Jaroslav Ondogrecula |
| 19 lutego 201715:00 | Hans Lindberg 9 | 33:31(19:14) | 11 Raphaël Caucheteux      | gospodarz Widzów: 4898 Sędzia: Michal Badura Jaroslav Ondogrecula |
| 19 lutego 201715:00 | 4× · 4×         | 33:31(19:14) | 5× · 3×                    | gospodarz Widzów: 4898 Sędzia: Michal Badura Jaroslav Ondogrecula |

| 1 marca 201719:00 | Füchse Berlin         | 37:29(17:12) | GOG                       | gospodarz Widzów: 4902 Sędzia: Carlos Luque Cabrejas Ignacio Pascual Sánchez |
| 1 marca 201719:00 | Kent Robin Tønnesen 9 | 37:29(17:12) | Mark Strandgaard Petersen | gospodarz Widzów: 4902 Sędzia: Carlos Luque Cabrejas Ignacio Pascual Sánchez |
| 1 marca 201719:00 | 2× · 4×               | 37:29(17:12) | 3× · 3×                   | gospodarz Widzów: 4902 Sędzia: Carlos Luque Cabrejas Ignacio Pascual Sánchez |

| 5 marca 201719:30 | RD Riko Ribnica | 24:31(12:15) | Saint-Raphaël Var Handball | gospodarz Widzów: 900 Sędzia: Robert Harabagiu Silviu Stănescu |
| 5 marca 201719:30 | Nik Henigman 4  | 24:31(12:15) | 7 Daniel Sarmiento Melián  | gospodarz Widzów: 900 Sędzia: Robert Harabagiu Silviu Stănescu |
| 5 marca 201719:30 | 5× · 4×         | 24:31(12:15) | 3× · 3×                    | gospodarz Widzów: 900 Sędzia: Robert Harabagiu Silviu Stănescu |

| 11 marca 201720:45 | Saint-Raphaël Var Handball | 26:22(15:14) | RD Riko Ribnica                             | gospodarz Widzów: 1450 Sędzia: Konstantinos Katsikis Michalis Michailidis |
| 11 marca 201720:45 | Raphaël Caucheteux 7       | 26:22(15:14) | 4 Jan Grebenc 4 Blaž Nosan 4 Alen Kulenović | gospodarz Widzów: 1450 Sędzia: Konstantinos Katsikis Michalis Michailidis |
| 11 marca 201720:45 | 6× · 4×                    | 26:22(15:14) | 6× · 3×                                     | gospodarz Widzów: 1450 Sędzia: Konstantinos Katsikis Michalis Michailidis |

| 12 marca 201716:00 | GOG                                     | 26:31(10:13) | Füchse Berlin    | gospodarz Widzów: 3766 Sędzia: Csaba Dobrovits Péter Tájok |
| 12 marca 201716:00 | Gøran Johannessen 5 Lasse Kjær Møller 5 | 26:31(10:13) | 10 Petar Nenadić | gospodarz Widzów: 3766 Sędzia: Csaba Dobrovits Péter Tájok |
| 12 marca 201716:00 | 4× · 3×                                 | 26:31(10:13) | 5× · 4×          | gospodarz Widzów: 3766 Sędzia: Csaba Dobrovits Péter Tájok |

| 25 marca 201717:00 | GOG                         | 28:32(15:17) | Saint-Raphaël Var Handball | gospodarz Widzów: 700 Sędzia: Sasa Pandžić Boris Šatordžija |
| 25 marca 201717:00 | Mark Strandgaard Petersen 5 | 28:32(15:17) | 10 Raphaël Caucheteux      | gospodarz Widzów: 700 Sędzia: Sasa Pandžić Boris Šatordžija |
| 25 marca 201717:00 | 6× · 3×                     | 28:32(15:17) | 5× · 3× · 1×               | gospodarz Widzów: 700 Sędzia: Sasa Pandžić Boris Šatordžija |

| 26 marca 201717:00 | Füchse Berlin        | 38:30(18:14) | RD Riko Ribnica | gospodarz Widzów: 5926 Sędzia: Péter Herczeg Péter Südi |
| 26 marca 201717:00 | Mattias Zachrisson 9 | 38:30(18:14) | 7 Jan Grebenc   | gospodarz Widzów: 5926 Sędzia: Péter Herczeg Péter Südi |
| 26 marca 201717:00 | 6× · 2× · 1×         | 38:30(18:14) | 6× · 2×         | gospodarz Widzów: 5926 Sędzia: Péter Herczeg Péter Südi |

| 1 kwietnia 201720:45 | Saint-Raphaël Var Handball | 27:21(11:12) | Füchse Berlin   | gospodarz Widzów: 1710 Sędzia: André Philipp Buache Marco Meyer |
| 1 kwietnia 201720:45 | Alexandru-Viorel Șimicu 6  | 27:21(11:12) | 9 Hans Lindberg | gospodarz Widzów: 1710 Sędzia: André Philipp Buache Marco Meyer |
| 1 kwietnia 201720:45 | 2× · 3×                    | 27:21(11:12) | 6× · 4×         | gospodarz Widzów: 1710 Sędzia: André Philipp Buache Marco Meyer |

| 2 kwietnia 201717:00 | RD Riko Ribnica | 31:36(14:17) | GOG                        | gospodarz Widzów: 600 Sędzia: Matan Lindenbaum Dor Laron |
| 2 kwietnia 201717:00 | Jan Grebenc 8   | 31:36(14:17) | 10 Tobias Torpegård Møller | gospodarz Widzów: 600 Sędzia: Matan Lindenbaum Dor Laron |
| 2 kwietnia 201717:00 | 7× · 4×         | 31:36(14:17) | 4× · 2× · 1×               | gospodarz Widzów: 600 Sędzia: Matan Lindenbaum Dor Laron |

### Grupa B
| Lp. | Drużyna               | M | Mecze | Mecze | Mecze | Bramki | Bramki | Bramki | Pkt |
| Lp. | Drużyna               | M | W     | R     | P     | +      | −      | +/−    | Pkt |
| --- | --------------------- | - | ----- | ----- | ----- | ------ | ------ | ------ | --- |
| 1.  | Frisch Auf! Göppingen | 6 | 6     | 0     | 0     | 181    | 155    | +26    | 12  |
| 2.  | BM Granollers         | 6 | 3     | 0     | 3     | 171    | 165    | +6     | 6   |
| 3.  | FC Porto              | 6 | 2     | 0     | 4     | 159    | 170    | −11    | 4   |
| 4.  | FC Midtjylland        | 6 | 1     | 0     | 5     | 155    | 176    | −21    | 2   |

| Gospodarz \ Gość      | FAG   | MID   | GRA   | POR   |
| Frisch Auf! Göppingen |       | 31:23 | 29:28 | 30:28 |
| FC Midtjylland        | 22:25 |       | 24:27 | 29:26 |
| BM Granollers         | 27:35 | 34:32 |       | 33:22 |
| FC Porto              | 27:31 | 33:25 | 23:22 |       |

Wyniki
| 11 lutego 201716:00 | FC Midtjylland     | 29:26(13:15) | FC Porto                                            | gospodarz Widzów: 1914 Sędzia: Konstantinos Katsikis Michalis Michailidis |
| 11 lutego 201716:00 | Espen Lie Hansen 8 | 29:26(13:15) | 5 Alexis Hernandez Borges 5 Antonio Rodrigues Areia | gospodarz Widzów: 1914 Sędzia: Konstantinos Katsikis Michalis Michailidis |
| 11 lutego 201716:00 | 1× · 3×            | 29:26(13:15) | 4× · 3×                                             | gospodarz Widzów: 1914 Sędzia: Konstantinos Katsikis Michalis Michailidis |

| 11 lutego 201719:30 | Frisch Auf! Göppingen | 29:28(13:15) | BM Granollers                                                                  | gospodarz Widzów: 2800 Sędzia: Arthur Brunner Morad Salah |
| 11 lutego 201719:30 | Tim Kneule 7          | 29:28(13:15) | 6 Álvaro Cabanas García-Pertusa 6 Arnau García Barceló 6 Adrián Figueras Trejo | gospodarz Widzów: 2800 Sędzia: Arthur Brunner Morad Salah |
| 11 lutego 201719:30 | 4× · 2×               | 29:28(13:15) | 5× · 1×                                                                        | gospodarz Widzów: 2800 Sędzia: Arthur Brunner Morad Salah |

| 19 lutego 201719:00 | BM Granollers           | 34:32(19:20) | FC Midtjylland  | gospodarz Widzów: 1500 Sędzia: Miklós Andorka Róbert Hucker |
| 19 lutego 201719:00 | Marc Cañellas Reixach 8 | 34:32(19:20) | 8 Eivind Tangen | gospodarz Widzów: 1500 Sędzia: Miklós Andorka Róbert Hucker |
| 19 lutego 201719:00 | 1× · 3×                 | 34:32(19:20) | 4× · 4×         | gospodarz Widzów: 1500 Sędzia: Miklós Andorka Róbert Hucker |

| 19 lutego 201719:30 | FC Porto                  | 27:31(14:13) | Frisch Auf! Göppingen               | gospodarz Widzów: 1616 Sędzia: Arnar Sigurjónsson Svavar Pétursson |
| 19 lutego 201719:30 | Alexis Borges Hernández 6 | 27:31(14:13) | 8 Daniel Fontaine 8 Marcel Schiller | gospodarz Widzów: 1616 Sędzia: Arnar Sigurjónsson Svavar Pétursson |
| 19 lutego 201719:30 | 6× · 4× · 1×              | 27:31(14:13) | 2× · 2×                             | gospodarz Widzów: 1616 Sędzia: Arnar Sigurjónsson Svavar Pétursson |

| 4 marca 201715:00 | FC Porto                 | 23:22(9:11) | BM Granollers                                                      | gospodarz Widzów: 1231 Sędzia: Erdoan Vitaku Arsim Vitaku |
| 4 marca 201715:00 | António Rodrigue Areia 9 | 23:22(9:11) | 5 Marc Cañellas Reixach 5 Jorge Filipe Fernandes Monteiro Da Silva | gospodarz Widzów: 1231 Sędzia: Erdoan Vitaku Arsim Vitaku |
| 4 marca 201715:00 | 2× · 4×                  | 23:22(9:11) | 2× · 4×                                                            | gospodarz Widzów: 1231 Sędzia: Erdoan Vitaku Arsim Vitaku |

| 4 marca 201720:30 | FC Midtjylland              | 22:25(14:17) | Frisch Auf! Göppingen | gospodarz Widzów: 843 Sędzia: Karim Gasmi Raouf Gasmi |
| 4 marca 201720:30 | Oliver Baadsgaard Bondrop 5 | 22:25(14:17) | 5 Žarko Šešum         | gospodarz Widzów: 843 Sędzia: Karim Gasmi Raouf Gasmi |
| 4 marca 201720:30 | 2× · 3×                     | 22:25(14:17) | 2× · 4×               | gospodarz Widzów: 843 Sędzia: Karim Gasmi Raouf Gasmi |

| 8 marca 201719:30 | Frisch Auf! Göppingen | 31:23(14:15) | FC Midtjylland     | gospodarz Widzów: 2800 Sędzia: Andrej Budzak Michal Zahradnik |
| 8 marca 201719:30 | Marcel Schiller 7     | 31:23(14:15) | 8 Espen Lie Hansen | gospodarz Widzów: 2800 Sędzia: Andrej Budzak Michal Zahradnik |
| 8 marca 201719:30 | 1× · 3×               | 31:23(14:15) | 3× · 3× · 1×       | gospodarz Widzów: 2800 Sędzia: Andrej Budzak Michal Zahradnik |

| 12 marca 201719:00 | BM Granollers           | 33:22(14:8) | FC Porto                                                                                                | gospodarz Widzów: 1600 Sędzia: Rune Kristiansen Øistein Pettersen |
| 12 marca 201719:00 | Marc Cañellas Reixach 9 | 33:22(14:8) | 3 Yoel Cuni Morales 3 Rui Sousa Martins Silva 3 José Mario Carrillo Gutiérrez 3 Alexis Hernandez Borges | gospodarz Widzów: 1600 Sędzia: Rune Kristiansen Øistein Pettersen |
| 12 marca 201719:00 | 3× · 3×                 | 33:22(14:8) | 5× · 4×                                                                                                 | gospodarz Widzów: 1600 Sędzia: Rune Kristiansen Øistein Pettersen |

| 25 marca 201718:00 | FC Porto                  | 33:25(16:14) | FC Midtjylland  | gospodarz Widzów: 1032 Sędzia: Ivars Čerņavskis Edmunds Bogdanovs |
| 25 marca 201718:00 | António Rodrigues Areia 7 | 33:25(16:14) | 6 Lars Jacobsen | gospodarz Widzów: 1032 Sędzia: Ivars Čerņavskis Edmunds Bogdanovs |
| 25 marca 201718:00 | 3× · 2×                   | 33:25(16:14) | 2× · 3×         | gospodarz Widzów: 1032 Sędzia: Ivars Čerņavskis Edmunds Bogdanovs |

| 26 marca 201719:00 | BM Granollers                   | 27:35(11:14) | Frisch Auf! Göppingen | gospodarz Widzów: 2400 Sędzia: Jiří Opava Pavel Valek |
| 26 marca 201719:00 | Álvaro Cabanas García-Pertusa 5 | 27:35(11:14) | 8 Lars Kaufmann       | gospodarz Widzów: 2400 Sędzia: Jiří Opava Pavel Valek |
| 26 marca 201719:00 | 1× · 2×                         | 27:35(11:14) | 4× · 4×               | gospodarz Widzów: 2400 Sędzia: Jiří Opava Pavel Valek |

| 1 kwietnia 201716:00 | FC Midtjylland  | 24:27(13:17) | BM Granollers                   | gospodarz Widzów: 700 Sędzia: Tomas Barysas Povilas Petrusis |
| 1 kwietnia 201716:00 | Lars Jacobsen 6 | 24:27(13:17) | 6 Álvaro Cabanas García-Pertusa | gospodarz Widzów: 700 Sędzia: Tomas Barysas Povilas Petrusis |
| 1 kwietnia 201716:00 | 1× · 3×         | 24:27(13:17) | 3× · 3×                         | gospodarz Widzów: 700 Sędzia: Tomas Barysas Povilas Petrusis |

| 1 kwietnia 201719:30 | Frisch Auf! Göppingen | 30:28(10:13) | FC Porto                  | gospodarz Widzów: 4800 Sędzia: Said Bounouara Khalid Sami |
| 1 kwietnia 201719:30 | Marcel Schiller 9     | 30:28(10:13) | 6 Rui Sousa Martins Silva | gospodarz Widzów: 4800 Sędzia: Said Bounouara Khalid Sami |
| 1 kwietnia 201719:30 | 1× · 3×               | 30:28(10:13) | 3× · 3×                   | gospodarz Widzów: 4800 Sędzia: Said Bounouara Khalid Sami |

### Grupa C
| Lp. | Drużyna                 | M | Mecze | Mecze | Mecze | Bramki | Bramki | Bramki | Pkt |
| Lp. | Drużyna                 | M | W     | R     | P     | +      | −      | +/−    | Pkt |
| --- | ----------------------- | - | ----- | ----- | ----- | ------ | ------ | ------ | --- |
| 1.  | SC Magdeburg            | 6 | 5     | 1     | 0     | 200    | 146    | +54    | 11  |
| 2.  | Grundfos Tatabánya KC   | 6 | 4     | 0     | 2     | 161    | 157    | +4     | 8   |
| 3.  | KIF Kolding             | 6 | 2     | 1     | 3     | 166    | 172    | −6     | 5   |
| 4.  | Maccabi Castro Tel Awiw | 6 | 0     | 0     | 6     | 146    | 198    | −52    | 0   |

| Gospodarz \ Gość        | KOL   | TAT   | MAG   | TEL   |
| KIF Kolding             |       | 26:29 | 23:23 | 36:31 |
| Grundfos Tatabánya KC   | 28:26 |       | 28:31 | 27:24 |
| SC Magdeburg            | 36:24 | 30:25 |       | 42:24 |
| Maccabi Castro Tel Awiw | 25:31 | 20:24 | 22:38 |       |

Wyniki
| 8 lutego 201720:30 | Grundfos Tatabánya KC | 27:24(12:10) | Maccabi Castro Tel Awiw | gospodarz Widzów: 2000 Sędzia: Vagif Aliyev Alekper Aghakishiyev |
| 8 lutego 201720:30 | Miloš Vujović 7       | 27:24(12:10) | 10 Chen Pomeranz        | gospodarz Widzów: 2000 Sędzia: Vagif Aliyev Alekper Aghakishiyev |
| 8 lutego 201720:30 | 6× · 3×               | 27:24(12:10) | 5× · 3×                 | gospodarz Widzów: 2000 Sędzia: Vagif Aliyev Alekper Aghakishiyev |

| 11 lutego 201717:45 | KIF Kolding             | 23:23(13:13) | SC Magdeburg               | gospodarz Widzów: 3455 Sędzia: Thierry Dent Denis Reibel |
| 11 lutego 201717:45 | Bo Dybdal Spellerberg 7 | 23:23(13:13) | 5 Michael Damgaard Nielsen | gospodarz Widzów: 3455 Sędzia: Thierry Dent Denis Reibel |
| 11 lutego 201717:45 | 3× · 3×                 | 23:23(13:13) | 2× · 3×                    | gospodarz Widzów: 3455 Sędzia: Thierry Dent Denis Reibel |

| 18 lutego 201713:45 | Maccabi Castro Tel Awiw | 25:31(10:15) | KIF Kolding            | gospodarz Widzów: 800 Sędzia: Marek Baranowski Bogdan Lemanowicz |
| 18 lutego 201713:45 | Novak Bošković 8        | 25:31(10:15) | 7 Jens Svane Peschardt | gospodarz Widzów: 800 Sędzia: Marek Baranowski Bogdan Lemanowicz |
| 18 lutego 201713:45 | 4× · 4×                 | 25:31(10:15) | 4× · 3× · 1×           | gospodarz Widzów: 800 Sędzia: Marek Baranowski Bogdan Lemanowicz |

| 19 lutego 201717:00 | SC Magdeburg               | 30:25(17:13) | Grundfos Tatabánya KC | gospodarz Widzów: 3019 Sędzia: Dimitar Mitrevski Blagojche Todorovski |
| 19 lutego 201717:00 | Michael Damgaard Nielsen 9 | 30:25(17:13) | 6 Miloš Vujović       | gospodarz Widzów: 3019 Sędzia: Dimitar Mitrevski Blagojche Todorovski |
| 19 lutego 201717:00 | 2× · 3×                    | 30:25(17:13) | 5× · 3×               | gospodarz Widzów: 3019 Sędzia: Dimitar Mitrevski Blagojche Todorovski |

| 4 marca 201713:45 | Maccabi Castro Tel Awiw | 22:38(12:16) | SC Magdeburg       | gospodarz Widzów: 850 Sędzia: Javier Álvarez Mata Yon Bustamante López |
| 4 marca 201713:45 | Gil Pomeranz 8          | 22:38(12:16) | 7 Yves Grafenhorst | gospodarz Widzów: 850 Sędzia: Javier Álvarez Mata Yon Bustamante López |
| 4 marca 201713:45 | 3× · 1×                 | 22:38(12:16) | 1× · 2×            | gospodarz Widzów: 850 Sędzia: Javier Álvarez Mata Yon Bustamante López |

| 4 marca 201715:00 | Grundfos Tatabánya KC   | 28:26(13:12) | KIF Kolding           | gospodarz Widzów: 2000 Sędzia: Taras Kouz Viktor Zhoba |
| 4 marca 201715:00 | Demis Cosmin Grigoraș 8 | 28:26(13:12) | 8 Konstantin Igropuło | gospodarz Widzów: 2000 Sędzia: Taras Kouz Viktor Zhoba |
| 4 marca 201715:00 | 5× · 2×                 | 28:26(13:12) | 5× · 3×               | gospodarz Widzów: 2000 Sędzia: Taras Kouz Viktor Zhoba |

| 11 marca 201719:00 | KIF Kolding             | 26:29(16:14) | Grundfos Tatabánya KC | gospodarz Widzów: 1017 Sędzia: Daniel Accoto Martins Roberto Accoto Martins |
| 11 marca 201719:00 | Bo Dybdal Spellerberg 8 | 26:29(16:14) | 8 Miloš Vujović       | gospodarz Widzów: 1017 Sędzia: Daniel Accoto Martins Roberto Accoto Martins |
| 11 marca 201719:00 | 3× · 1×                 | 26:29(16:14) | 6× · 4×               | gospodarz Widzów: 1017 Sędzia: Daniel Accoto Martins Roberto Accoto Martins |

| 12 marca 201717:00 | SC Magdeburg      | 42:24(21:9) | Maccabi Castro Tel Awiw | gospodarz Widzów: 3395 Sędzia: Jakub Jerlecki Maciej Łabuń |
| 12 marca 201717:00 | Jacob Bagersted 9 | 42:24(21:9) | 6 Gil Pomeranz          | gospodarz Widzów: 3395 Sędzia: Jakub Jerlecki Maciej Łabuń |
| 12 marca 201717:00 | 1× · 2×           | 42:24(21:9) | 4× · 3×                 | gospodarz Widzów: 3395 Sędzia: Jakub Jerlecki Maciej Łabuń |

| 25 marca 201716:00 | Maccabi Castro Tel Awiw | 20:24(10:12) | Grundfos Tatabánya KC | gospodarz Widzów: 400 Sędzia: Dzmitry Nabokau Siarhei Kulik |
| 25 marca 201716:00 | Novak Bošković 6        | 20:24(10:12) | 11 Miloš Vujović      | gospodarz Widzów: 400 Sędzia: Dzmitry Nabokau Siarhei Kulik |
| 25 marca 201716:00 | 4× · 3× · 1×            | 20:24(10:12) | 2× · 3×               | gospodarz Widzów: 400 Sędzia: Dzmitry Nabokau Siarhei Kulik |

| 25 marca 201717:00 | SC Magdeburg                | 36:24(19:12) | KIF Kolding          | gospodarz Widzów: 4351 Sędzia: Radojko Brkic Andrei Jusufhodzic |
| 25 marca 201717:00 | Michael Damgaard Nielsen 11 | 36:24(19:12) | 7 Morten Bjørnshauge | gospodarz Widzów: 4351 Sędzia: Radojko Brkic Andrei Jusufhodzic |
| 25 marca 201717:00 | 2× · 2×                     | 36:24(19:12) | 2× · 2×              | gospodarz Widzów: 4351 Sędzia: Radojko Brkic Andrei Jusufhodzic |

| 1 kwietnia 201715:00 | Grundfos Tatabánya KC | 28:31(12:17) | SC Magdeburg                | gospodarz Widzów: 2246 Sędzia: Alexey Kiyashko Dmitriy Kiselev |
| 1 kwietnia 201715:00 | Miloš Božović 5       | 28:31(12:17) | 10 Michael Damgaard Nielsen | gospodarz Widzów: 2246 Sędzia: Alexey Kiyashko Dmitriy Kiselev |
| 1 kwietnia 201715:00 | 4× · 3×               | 28:31(12:17) | 3× · 3×                     | gospodarz Widzów: 2246 Sędzia: Alexey Kiyashko Dmitriy Kiselev |

| 1 kwietnia 201718:45 | KIF Kolding       | 36:31(18:14) | Maccabi Castro Tel Awiw | gospodarz Widzów: 1023 Sędzia: Robin Sager Stefan Styger |
| 1 kwietnia 201718:45 | Philip Stenmalm 7 | 36:31(18:14) | 9 Niv Levy              | gospodarz Widzów: 1023 Sędzia: Robin Sager Stefan Styger |
| 1 kwietnia 201718:45 | 3× · 3×           | 36:31(18:14) | 4× · 3×                 | gospodarz Widzów: 1023 Sędzia: Robin Sager Stefan Styger |

### Grupa D
| Lp. | Drużyna             | M | Mecze | Mecze | Mecze | Bramki | Bramki | Bramki | Pkt |
| Lp. | Drużyna             | M | W     | R     | P     | +      | −      | +/−    | Pkt |
| --- | ------------------- | - | ----- | ----- | ----- | ------ | ------ | ------ | --- |
| 1.  | MT Melsungen        | 6 | 4     | 0     | 2     | 168    | 140    | +28    | 8   |
| 2.  | Helvetia Anaitasuna | 6 | 4     | 0     | 2     | 171    | 163    | +8     | 8   |
| 3.  | SL Benfica          | 6 | 4     | 0     | 2     | 158    | 165    | −7     | 8   |
| 4.  | Riihimäki Cocks     | 6 | 0     | 0     | 6     | 145    | 174    | −29    | 0   |

| Gospodarz \ Gość    | MTM   | ANA   | LIZ   | COC   |
| MT Melsungen        |       | 28:22 | 32:22 | 33:19 |
| Helvetia Anaitasuna | 23:22 |       | 35:28 | 30:24 |
| SL Benfica          | 26:24 | 33:28 |       | 26:25 |
| Riihimäki Cocks     | 28:29 | 28:33 | 21:23 |       |

Wyniki
| 11 lutego 201719:30 | MT Melsungen | 32:22(15:11) | SL Benfica                    | gospodarz Widzów: 2596 Sędzia: Péter Herczeg Péter Südi |
| 11 lutego 201719:30 | Momir Rnić 8 | 32:22(15:11) | 3 Luka Raković 3 Jernej Papež | gospodarz Widzów: 2596 Sędzia: Péter Herczeg Péter Südi |
| 11 lutego 201719:30 | 6× · 3× · 1× | 32:22(15:11) | 5× · 2× · 1×                  | gospodarz Widzów: 2596 Sędzia: Péter Herczeg Péter Südi |

| 11 lutego 201720:00 | Helvetia Anaitasuna       | 30:24(14:13) | Riihimäki Cocks    | gospodarz Widzów: 2000 Sędzia: Athanasios Chaskis Dimitrios Tsakonas |
| 11 lutego 201720:00 | Alvaro Gaston Fernandez 6 | 30:24(14:13) | 7 Andrei Novoselov | gospodarz Widzów: 2000 Sędzia: Athanasios Chaskis Dimitrios Tsakonas |
| 11 lutego 201720:00 | 4× · 4×                   | 30:24(14:13) | 3× · 3× · 1×       | gospodarz Widzów: 2000 Sędzia: Athanasios Chaskis Dimitrios Tsakonas |

| 18 lutego 201717:00 | SL Benfica       | 33:28(19:9) | Helvetia Anaitasuna                     | gospodarz Widzów: 834 Sędzia: Radojko Brkic Andrei Jusufhodzic |
| 18 lutego 201717:00 | Belone Moreira 7 | 33:28(19:9) | 5 Alvaro Gaston Fernandez 5 Filipe Mota | gospodarz Widzów: 834 Sędzia: Radojko Brkic Andrei Jusufhodzic |
| 18 lutego 201717:00 | 5× · 4×          | 33:28(19:9) | 4× · 3×                                 | gospodarz Widzów: 834 Sędzia: Radojko Brkic Andrei Jusufhodzic |

| 19 lutego 201715:00 | Riihimäki Cocks | 28:29(14:15) | MT Melsungen                                    | gospodarz Widzów: 579 Sędzia: Ivars Čerņavskis Edmunds Bogdanovs |
| 19 lutego 201715:00 | Nico Rönnberg 8 | 28:29(14:15) | 4 Patrik Fahlgren 4 Momir Rnić 4 Timm Schneider | gospodarz Widzów: 579 Sędzia: Ivars Čerņavskis Edmunds Bogdanovs |
| 19 lutego 201715:00 | 3× · 2×         | 28:29(14:15) | 5× · 2×                                         | gospodarz Widzów: 579 Sędzia: Ivars Čerņavskis Edmunds Bogdanovs |

| 4 marca 201715:00 | Riihimäki Cocks | 21:23(11:11) | SL Benfica             | gospodarz Widzów: 400 Sędzia: Milan Hájek Karel Macho |
| 4 marca 201715:00 | Nico Rönnberg 6 | 21:23(11:11) | 7 Alexandre Cavalcanti | gospodarz Widzów: 400 Sędzia: Milan Hájek Karel Macho |
| 4 marca 201715:00 | 4× · 3×         | 21:23(11:11) | 2× · 2×                | gospodarz Widzów: 400 Sędzia: Milan Hájek Karel Macho |

| 4 marca 201720:00 | Helvetia Anaitasuna                                                                             | 23:22(13:9) | MT Melsungen                      | gospodarz Widzów: 2400 Sędzia: Per Olesen Claus Gramm Pedersen |
| 4 marca 201720:00 | Carlos Chocarro Gorraiz 4 Gabriel Ceretta Jung 4 Oswaldo Maestro Sarrion dos Santos Guimarães 4 | 23:22(13:9) | 4 Timm Schneider 4 Dener Jaanimaa | gospodarz Widzów: 2400 Sędzia: Per Olesen Claus Gramm Pedersen |

| 11 marca 201716:00 | SL Benfica             | 26:25(11:13) | Riihimäki Cocks  | gospodarz Widzów: 404 Sędzia: Doru Manea Radu Iliescu |
| 11 marca 201716:00 | Alexandre Cavalcanti 9 | 26:25(11:13) | 9 Teemu Tamminen | gospodarz Widzów: 404 Sędzia: Doru Manea Radu Iliescu |
| 11 marca 201716:00 | 3× · 3×                | 26:25(11:13) | 5× · 3× · 1×     | gospodarz Widzów: 404 Sędzia: Doru Manea Radu Iliescu |

| 11 marca 201719:30 | MT Melsungen     | 28:22(10:11) | Helvetia Anaitasuna       | gospodarz Widzów: 2600 Sędzia: Lukáš Frieser Radoslav Kavulič |
| 11 marca 201719:30 | Johannes Golla 6 | 28:22(10:11) | 5 Carlos Chocarro Gorraiz | gospodarz Widzów: 2600 Sędzia: Lukáš Frieser Radoslav Kavulič |
| 11 marca 201719:30 | 3× · 3×          | 28:22(10:11) | 1× · 4×                   | gospodarz Widzów: 2600 Sędzia: Lukáš Frieser Radoslav Kavulič |

| 25 marca 201716:00 | SL Benfica             | 26:24(12:14) | MT Melsungen        | gospodarz Widzów: 526 Sędzia: Dimitar Mitrevski Blagojche Todorovski |
| 25 marca 201716:00 | Alexandre Cavalcanti 6 | 26:24(12:14) | 7 Michael Allendorf | gospodarz Widzów: 526 Sędzia: Dimitar Mitrevski Blagojche Todorovski |
| 25 marca 201716:00 | 1× · 3× · 1×           | 26:24(12:14) | 4× · 3×             | gospodarz Widzów: 526 Sędzia: Dimitar Mitrevski Blagojche Todorovski |

| 26 marca 201717:00 | Riihimäki Cocks  | 28:33(18:17) | Helvetia Anaitasuna        | gospodarz Widzów: 418 Sędzia: Kjersti Arntsen Guro Røen |
| 26 marca 201717:00 | Nico Rönnberg 10 | 28:33(18:17) | 10 Carlos Chocarro Gorraiz | gospodarz Widzów: 418 Sędzia: Kjersti Arntsen Guro Røen |
| 26 marca 201717:00 | 4× · 3×          | 28:33(18:17) | 2× · 2×                    | gospodarz Widzów: 418 Sędzia: Kjersti Arntsen Guro Røen |

| 1 kwietnia 201719:30 | MT Melsungen        | 33:19(15:8) | Riihimäki Cocks  | gospodarz Widzów: 2437 Sędzia: Denis Bolic Christoph Hurich |
| 1 kwietnia 201719:30 | Michael Allendorf 9 | 33:19(15:8) | 5 Teemu Tamminen | gospodarz Widzów: 2437 Sędzia: Denis Bolic Christoph Hurich |
| 1 kwietnia 201719:30 | 2× · 3×             | 33:19(15:8) | 3× · 2×          | gospodarz Widzów: 2437 Sędzia: Denis Bolic Christoph Hurich |

| 1 kwietnia 201720:00 | Helvetia Anaitasuna                                | 35:28(17:12) | SL Benfica                                                        | gospodarz Widzów: 3000 Sędzia: Anatoliy Novikov Ruslan Perepilitsy |
| 1 kwietnia 201720:00 | Ander Ugarte Cortes 6 Oswaldo Dos Santos Maestro 6 | 35:28(17:12) | 5 Davide Carvalho 5 Belone Moreira 5 Paulo Moreno 5 Elledy Semedo | gospodarz Widzów: 3000 Sędzia: Anatoliy Novikov Ruslan Perepilitsy |
| 1 kwietnia 201720:00 | 3× · 4×                                            | 35:28(17:12) | 3× · 3×                                                           | gospodarz Widzów: 3000 Sędzia: Anatoliy Novikov Ruslan Perepilitsy |